# Trichosanthes kinabaluensis
Trichosanthes kinabaluensis är en gurkväxtart som beskrevs av Rugayah. Trichosanthes kinabaluensis ingår i släktet Trichosanthes och familjen gurkväxter. Inga underarter finns listade i Catalogue of Life.